# Tether
«Tether» es una canción de la banda de synthpop escocesa Chvrches, de su primer álbum, The Bones of What You Believe. Un remix de la canción por parte de Eric Prydz, productor sueco conocido mundialmente por su hit «Call on Me», fue lanzado el 5 de abril de 2015.

## Vídeo musical
El vídeo musical de «Tether» fue dirigido por Julien Vanhoenacker, y publicado en el canal de YouTube de Eric Prydz el 19 de febrero de 2015.

## Lista de canciones
Todas las canciones escritas y compuestas por Chvrches. 
| N.º | Título                               | Duración |  |
| 1.  | «'Tether' (Eric Prydz Vs. CHVRCHES)» | 3:06     |  |